# Susten
Susten är en ort i kommunen Leuk i kantonen Valais, Schweiz. Järnvägsstationen Leuk ligger i Susten, inte i huvudorten Leuk Stadt.